# (6503) 1994 CP
(6503) 1994 CP là một tiểu hành tinh vành đai chính. Nó được phát hiện bởi Seiji Ueda và Hiroshi Kaneda ở Kushiro, Hokkaidō, Nhật Bản, ngày 4 tháng 2 năm 1994.